# Fabian Huesmann
Fabian Huesmann (* 11. Juni 1993) ist ein deutscher Handballspieler.

## Karriere
Fabian Huesmann spielte in der A-Jugend für den HSC Eintracht Recklinghausen. 2012 wechselte er mit 19 Jahren zum Zweitligisten ASV Hamm-Westfalen. Er erhielt immer mehr Spielanteile und seit 2021 ist er der Kapitän der Mannschaft. In der Saison 2021/22 stand er mit 222 Toren auf Platz 4 der Torschützenliste. In dieser Saison erzielte er allein im Spiel gegen den TUSEM Essen 17 Tore. Zudem stieg er 2022 mit Hamm in die 1. Bundesliga auf. Nach einer Saison stiegen sie 2023 als Tabellenletzte wieder ab.